# Piaskownik

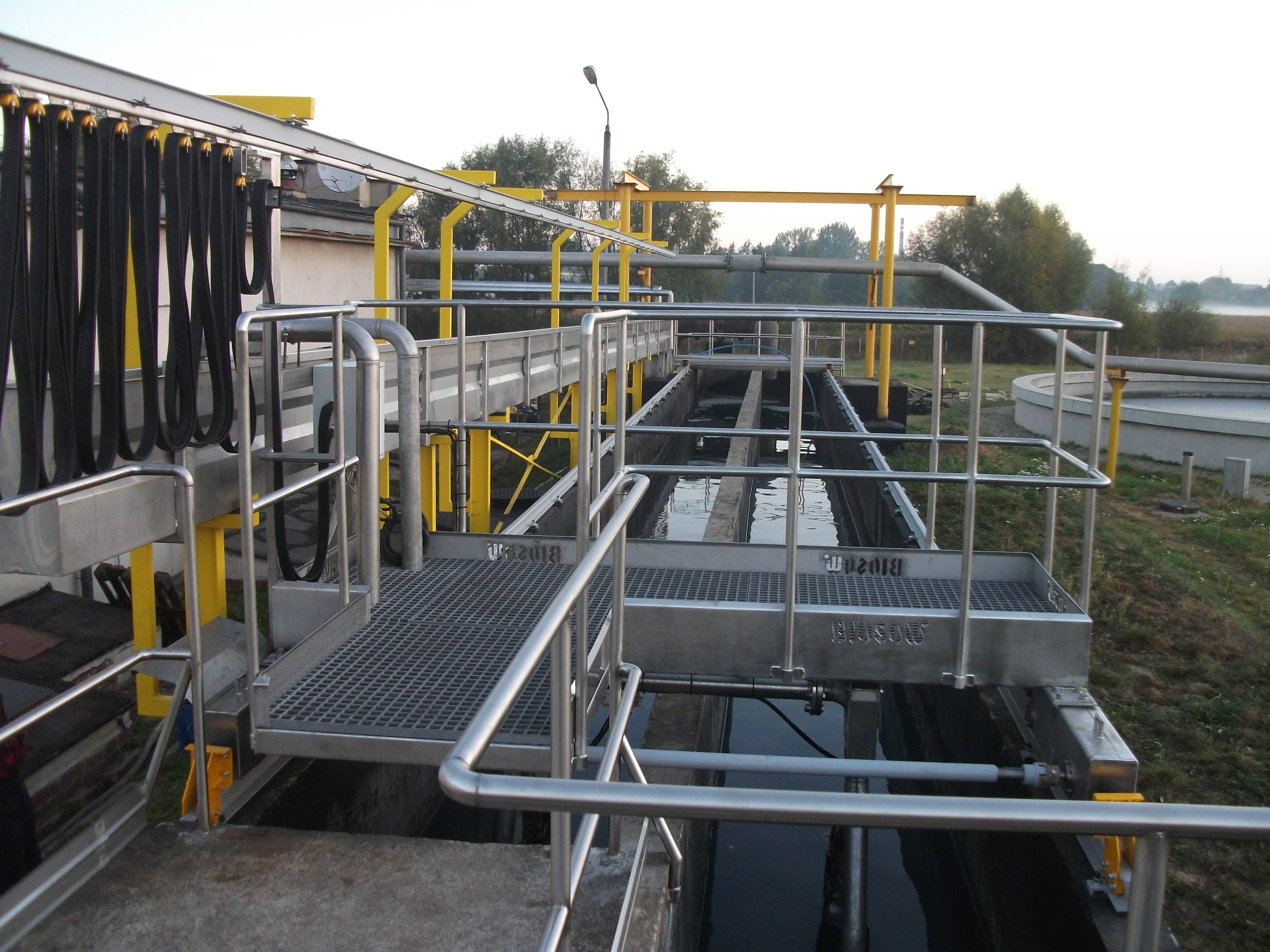
Piaskownik w oczyszczalni ścieków w Wieluniu.

Piaskownik – urządzenie służące do oddzielania żwiru, kamyków i piasku ze ścieków. Najczęściej stosowane jest w pierwszej fazie oczyszczania ścieków (oczyszczanie mechaniczne), zazwyczaj po systemie krat. Podstawowymi typami są:
- piaskownik typu SES
- piaskownik poziomy
- piaskownik cyrkulacyjny.

## Typ SES
Piaskownik wykorzystuje sedymentację grawitacyjną piasku i żwiru, które opadają na dół piaskownika.
Wyciąga się je za pomocą podłączonej do silnika spalinowego śruby Archimedesa, która potem zsypuje je do pojemnika. Mogą być one powtórnie wykorzystane, np. w budownictwie drogowym. 

## Typ poziomy
Oddzielenie zachodzi w prostokątnych korytach żelbetowych, za pomocą sprężonego powietrza, piachy opadają na dno. Dwie pompy (na pomoście i na koronie zbiornika) zbierają piasek. Zgarniacze sterowane z centrali zbierają osady z dna. System rur odprowadza piasek do pojemników. Piaskownik trzeba co jakiś czas czyścić z nadmiaru niezgarniętego piasku.

## Typ cyrkulacyjny
Piaskownik wykorzystuje ruch wirowy i siłę odśrodkową. Kształt leja powoduje zbieranie się osadu na dole. Jednocześnie zachodzi napowietrzanie ścieków.